# Antidaphne andina
Antidaphne andina är en sandelträdsväxtart som beskrevs av J. Kuijt. Antidaphne andina ingår i släktet Antidaphne och familjen sandelträdsväxter. Inga underarter finns listade i Catalogue of Life.